# Leonardo Leite
Leonardo Leite (25 de marzo de 1978) es un deportista brasileño que compitió en judo. Ganó siete medallas en el Campeonato Panamericano de Judo entre los años 2001 y 2011.

## Palmarés internacional
| Campeonato Panamericano | Campeonato Panamericano    | Campeonato Panamericano | Campeonato Panamericano |
| Año                     | Lugar                      | Medalla                 | Categoría               |
| ----------------------- | -------------------------- | ----------------------- | ----------------------- |
| 2001                    | Córdoba (Argentina)        | Medalla de oro          | –100 kg                 |
| 2001                    | Córdoba (Argentina)        | Medalla de oro          | Abierta                 |
| 2007                    | Montreal (Canadá)          | Medalla de plata        | –100 kg                 |
| 2008                    | Miami (Estados Unidos)     | Medalla de bronce       | –100 kg                 |
| 2010                    | San Salvador (El Salvador) | Medalla de plata        | –100 kg                 |
| 2010                    | San Salvador (El Salvador) | Medalla de plata        | Abierta                 |
| 2011                    | Guadalajara (México)       | Medalla de plata        | –100 kg                 |